# 禾叶蝇子草
禾叶蝇子草（学名：Silene graminifolia）是石竹科蝇子草属的植物。分布在哈萨克斯坦、俄罗斯、蒙古以及中国大陆的西藏、新疆、内蒙古等地，生长于海拔1,600米至4,200米的地区，多生于1600，目前尚未由人工引种栽培。

## 别名
毛柱蝇子草（西藏植物志）

## 异名
- Silene jenisseensis Willd. var. graminifolia (Otth) Y. C. Chu
- Silene pubistyla L. H. Zhou